# Brevianta undulata
Brevianta undulata is een vlinder uit de familie van de Lycaenidae. De wetenschappelijke naam van de soort werd als Thecla undulata in 1867 gepubliceerd door William Chapman Hewitson.